# Kobra jávská
Kobra jávská (Naja sputatrix) je korálovcovitý had z rodu Naja, jeden z třinácti druhů tzv. plivajících kober, které po útočnících vystřikují svůj jed a míří při tom na oči. Druh popsal Friedrich Boie v roce 1821. Kobra jávská je dle Mezinárodního svazu ochrany přírody málo dotčený druh, je však často lovena pro maso, kůži a orgány používané v tradiční medicíně.

## Výskyt
Kobra jávská se vyskytuje v Indonésii, konkrétně na ostrovech Jáva a Malých Sundách (Bali, Lombok, Sumbawa, Komodo, Flores, Lomblen a Alor). K životu dává přednost nížinatým oblastem do výšky asi 600 m n. m. Lze ji najít v široké škále stanovišť, obvykle se vyskytuje v lesích, ale též v savanách a rýžových polích, někdy také v sekundárních lesích. Jedná se o pozemního hada, který je aktivní v noci.

## Popis
Kobra jávská je středně velká a těžká kobra, měří typicky asi 1,3 m, největší jedinci dosahují délky 1,85 m. Podobně jako ostatní kobry má tento druh dlouhá krční žebra, která se v případě ohrožení roztáhnou a vytvoří charakteristickou kápi. Hlava je eliptická, s krátkým zaobleným čenichem a velkými nozdrami, oči jsou střední velikosti. Dospělé kobry jávské bývají stejnoměrně žluté, hnědé až černé, mladí jedinci mají na krku pruhy a skvrny. Barva a vzor kůže se mohou různit podle ostrovních populací.

### Jed
Střední smrtná dávka jedu u kobry jávské je 0,90 mg/kg IV. Jed je neurotoxický a silný, nemusí však rychle účinkovat. Tomuto druhu je přičítáno málo smrtelných uštknutí u lidí.

## Chování
Kobra jávská je velmi útočná a nezdráhá se po narušiteli z jedových zubů vystříknout jed, cítí-li se ohrožena. Kobra se živí především malými savci, jako jsou myši a krysy, ale pojídá také žáby, ještěrky nebo jiné hady. Herpetolog Shine Boeadi publikoval v roce 1998 studii věnující se potravě těchto kober, jež byla založena na 80 exemplářích. Z výsledků vyšlo najevo, že v jídelníčku tohoto hada převládají savci. Rozmnožování probíhá od srpna do října. Samice na konci období sucha, případně na začátku období dešťů naklade průměrně 25 vajec, ze kterých se po 88 dnech vylíhnou mláďata. Ta jsou nezávislá na matce.

## Ohrožení
Hlavní nebezpečí pro kobru jávskou představuje lov. Tito hadi jsou loveni především pro kůži a maso. Žlučník, krev a srdce kober jsou však také využívány v tradiční medicíně.
Kobra jávská je dle Mezinárodního svazu ochrany přírody (IUCN) málo dotčeným druhem a je zapsána v dodatku úmluvy CITES II.

## Odkazy

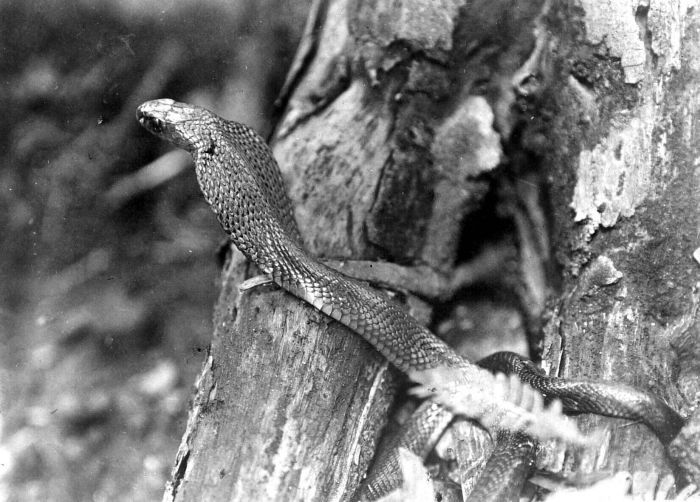
Kobra jávská

## Synonyma
- Naja kaouthia sputatrix
- Naja leptocoryphaea
- Naja naja sputatrix
- Naja tripudians sputatrix
- Naia tripudians var. sputatrix[2]